# Афанасовка
Афанасовка (рос. Афанасовка) — присілок у Наро-Фомінському районі Московської області Російської Федерації

## Розташування
Присілок входить до складу міського поселення Наро-Фомінськ і розташований на схід від Наро-Фомінська, поруч із Київським шосе. Найближчі населені пункти Івановка, Базисний Розсадник, Савеловка.

## Населення
Станом на 2006 рік у селі проживало 8 осіб, у 2010 — 119 осіб.